# David Ramsey
David Ramsey (sinh ngày 17 tháng 11 năm 1971) là 1 diễn viên người Mỹ, được biết đến nhiều nhất trong series phim ''Dexter'' của hãng Showtime với vai Anton Briggs, phim Mother and Child và mới đây là phim truyền hình Arrow của hãng The CW.

## Tiểu sử
Trong 2 năm 1997 và 1998, Ramsey đã tham gia trong bộ phim Good News của hãng UPN với vai Pastor David Randolph. Năm 2000, anh thủ vai Muhammad Ali trong phim truyền hình của hãng Fox Ali: An American Hero. 1 năm sau, anh đóng tiếp 2 phim Pay It Forward và For Your Love. Ramsey sau đó cũng góp mặt trong nhiều bộ phim nổi tiếng như All of Us, The West Wing, CSI: Crime Scene Investigation, Ghost Whisperer, Wildfire và Hollywood Residential. Từ năm 2008 đến 2009, anh xuất hiện trong 17 tập bộ phim Dexter với vai Anton Briggs. Anh cũng từng xuất hiện trong 1 tập của Grey's Anatomy vào năm 2010.
Ramsey sau đó tham gia series truyền hình phòng xử án Outlaw của hãng NBC vào năm 2010 và đến năm 2012, anh chính thức được nhận vai John Diggle - 1 cựu quân nhân và cũng là người trợ giúp cho siêu anh hùng Green Arrow trong phim Arrow.
Ramsey ngoài đời còn là 1 võ sĩ rất giỏi. Anh được nhận đai đen môn võ jeet kune do, và hiện tại anh cũng đang học boxing và taekwondo.

## Các phim tham gia
| Năm       | Phim/Chương trình truyền hình                   | Vai diễn                    | Ghi chú                                                                                        |
| --------- | ----------------------------------------------- | --------------------------- | ---------------------------------------------------------------------------------------------- |
| 1987      | Scared Stiff                                    | George Masterson            |                                                                                                |
| 1995      | Murder One                                      | Reporter #3                 |                                                                                                |
| 1996      | Deutschlandlied                                 | George                      |                                                                                                |
| 1996      | Space: Above and Beyond                         | Supervisor                  |                                                                                                |
| 1996      | The Nutty Professor                             | Student                     |                                                                                                |
| 1996      | A Very Brady Sequel                             | Brent, the Lifeguard        |                                                                                                |
| 1996      | Her Costly Affair                               | Shep Walker                 |                                                                                                |
| 1997      | Con Air                                         | Londell                     |                                                                                                |
| 1998      | A Short Wait Between Trains                     | Jenkins                     |                                                                                                |
| 1998      | Good News                                       | Pastor David Randolph       |                                                                                                |
| 1998      | CHiPs '99                                       | Officer Sergeant McFall     |                                                                                                |
| 1998      | Mama Flora's Family                             | Booker Palmer (Adult)       |                                                                                                |
| 1999      | Mutiny                                          | Vernon Nettles              |                                                                                                |
| 1999      | Three to Tango                                  | Bill                        |                                                                                                |
| 2000      | Ali: An American Hero                           | Muhammad Ali                |                                                                                                |
| 2000      | Pay It Forward                                  | Sidney Parker               |                                                                                                |
| 2000      | For Your Love                                   | Brian                       |                                                                                                |
| 2001      | Girlfriends                                     | Randall                     |                                                                                                |
| 2001      | Thieves                                         | Agent Victor                |                                                                                                |
| 2001      | Mr. Bones                                       | Vince Lee                   |                                                                                                |
| 2002      | For the People                                  |                             |                                                                                                |
| 2002      | Romeo Fire                                      |                             |                                                                                                |
| 2002      | The Guardian                                    | Debord's Lawyer             |                                                                                                |
| 2002–2003 | One on One                                      | Jayden                      |                                                                                                |
| 2003      | The Flannerys                                   |                             |                                                                                                |
| 2003      | Strong Medicine                                 | Jake Cortese                |                                                                                                |
| 2003      | Navy NCIS: Naval Criminal Investigative Service | Special Agent Richard Owens |                                                                                                |
| 2004      | Crossing Jordan                                 | Agent Scannell              |                                                                                                |
| 2004      | CSI: Miami                                      | Officer Everhart            |                                                                                                |
| 2004      | Charmed                                         | Upper Level Demon           |                                                                                                |
| 2004      | Hair Show                                       | Cliff                       |                                                                                                |
| 2004      | Second Time Around                              | Travis Byrd                 |                                                                                                |
| 2005      | Central Booking                                 | Troy Stonebreaker           |                                                                                                |
| 2005      | Huff                                            | Clay                        |                                                                                                |
| 2005      | Resurrection: The J.R. Richard Story (film)     | J.R. Richard                | Produced by Benjamin O. Jimerson-Phillips                                                      |
| 2005      | All of Us                                       | Rusty                       |                                                                                                |
| 2005      | Bathsheba                                       | King David                  |                                                                                                |
| 2005      | Jane Doe: The Wrong Face                        | Mac                         |                                                                                                |
| 2005–2008 | Ghost Whisperer                                 | Will                        |                                                                                                |
| 2006      | Hello Sister, Goodbye Life                      | Uncle Dennis Klein          |                                                                                                |
| 2006      | The West Wing                                   | Santos's Turnout Briefer    |                                                                                                |
| 2006      | Fatal Contact: Bird Flu in America              | Curtis Ansen                |                                                                                                |
| 2006      | CSI: Crime Scene Investigation                  | Gerald Crowley              |                                                                                                |
| 2007      | Criminal Minds                                  | Wakeland                    |                                                                                                |
| 2007      | The Death and Life of Bobby Z                   | Wayne                       |                                                                                                |
| 2007      | Journeyman                                      | Det. Wilson Hargreaves      |                                                                                                |
| 2008      | Wildfire                                        | Dr. Noah Gleason            |                                                                                                |
| 2008      | Hollywood Residential                           | Don Merritt                 |                                                                                                |
| 2008      | The Coverup                                     | Bill Daily                  |                                                                                                |
| 2008–2009 | Dexter                                          | Anton Briggs                | Đề cử - Screen Actors Guild Award for Outstanding Performance by an Ensemble in a Drama Series |
| 2009      | The Rub                                         | Cam Stewart                 |                                                                                                |
| 2009      | Mother and Child                                | Joseph                      |                                                                                                |
| 2009      | Castle                                          | Jim Wheeler                 |                                                                                                |
| 2010      | Grey's Anatomy                                  | Jimmy Thompson              | Tập phim: "Sympathy for the Parents"                                                           |
| 2010      | Outlaw                                          | Al Druzinsky                | Nhân vật chính                                                                                 |
| 2011–2013 | Blue Bloods                                     | Mayor Carter Poole          | Vai phụ                                                                                        |
| 2012–2020 | Arrow                                           | John Diggle                 | Nhân vật chính                                                                                 |
| 2014      | Draft Day                                       | Thompson                    |                                                                                                |
| 2014      | The Flash                                       | John Diggle                 | Tập phim: "Flash vs. Arrow"                                                                    |